# Thyenula
Thyenula es un género de arañas saltarinas de la familia Salticidae.

## Especies
- Thyenula alotama Wesolowska, Azarkina & Russell-Smith, 2014
- Thyenula ammonis Denis, 1947
- Thyenula arcana (Wesolowska & Cumming, 2008)
- Thyenula armata Wesolowska, 2001
- Thyenula aurantiaca (Simon, 1902)
- Thyenula cheliceroides Wesolowska, Azarkina & Russell-Smith, 2014
- Thyenula clarosignata Wesolowska, Azarkina & Russell-Smith, 2014
- Thyenula dentatidens Wesolowska, Azarkina & Russell-Smith, 2014
- Thyenula fidelis Wesolowska & Haddad, 2009
- Thyenula haddadi Wesolowska, Azarkina & Russell-Smith, 2014
- Thyenula juvenca Simon, 1902
- Thyenula leighi (Peckham & Peckham, 1903)
- Thyenula magna Wesolowska & Haddad, 2009
- Thyenula montana Wesolowska, Azarkina & Russell-Smith, 2014
- Thyenula munda (Peckham & Peckham, 1903)
- Thyenula natalica (Simon, 1902)
- Thyenula oranjensis Wesolowska, 2001
- Thyenula rufa Wesolowska, Azarkina & Russell-Smith, 2014
- Thyenula sempiterna Wesolowska, 2000
- Thyenula splendens Wesołowska & Haddad, 2018
- Thyenula tenebrica Wesolowska, Azarkina & Russell-Smith, 2014
- Thyenula virgulata Wesolowska, Azarkina & Russell-Smith, 2014
- Thyenula vulnifica Wesolowska, Azarkina & Russell-Smith, 2014
- Thyenula wesolowskae Zhang & Maddison, 2012